# San Lorenzo Uzum
San Lorenzo Uzum är en ort i Mexiko.   Den ligger i kommunen Las Margaritas och delstaten Chiapas, i den sydöstra delen av landet, 800 km öster om huvudstaden Mexico City. San Lorenzo Uzum ligger 1 688 meter över havet och antalet invånare är 105.
Terrängen runt San Lorenzo Uzum är platt åt sydost, men åt nordväst är den kuperad. Runt San Lorenzo Uzum är det ganska tätbefolkat, med 54 invånare per kvadratkilometer. Närmaste större samhälle är Las Margaritas, 5,3 km öster om San Lorenzo Uzum. I omgivningarna runt San Lorenzo Uzum växer huvudsakligen savannskog.